# Beşiktaş
Cet article concerne un district d'İstanbul. Pour le club sportif, voir Beşiktaş JK.
 (avril 2023).
Si vous disposez d'ouvrages ou d'articles de référence ou si vous connaissez des sites web de qualité traitant du thème abordé ici, merci de compléter l'article en donnant les références utiles à sa vérifiabilité et en les liant à la section « Notes et références ».

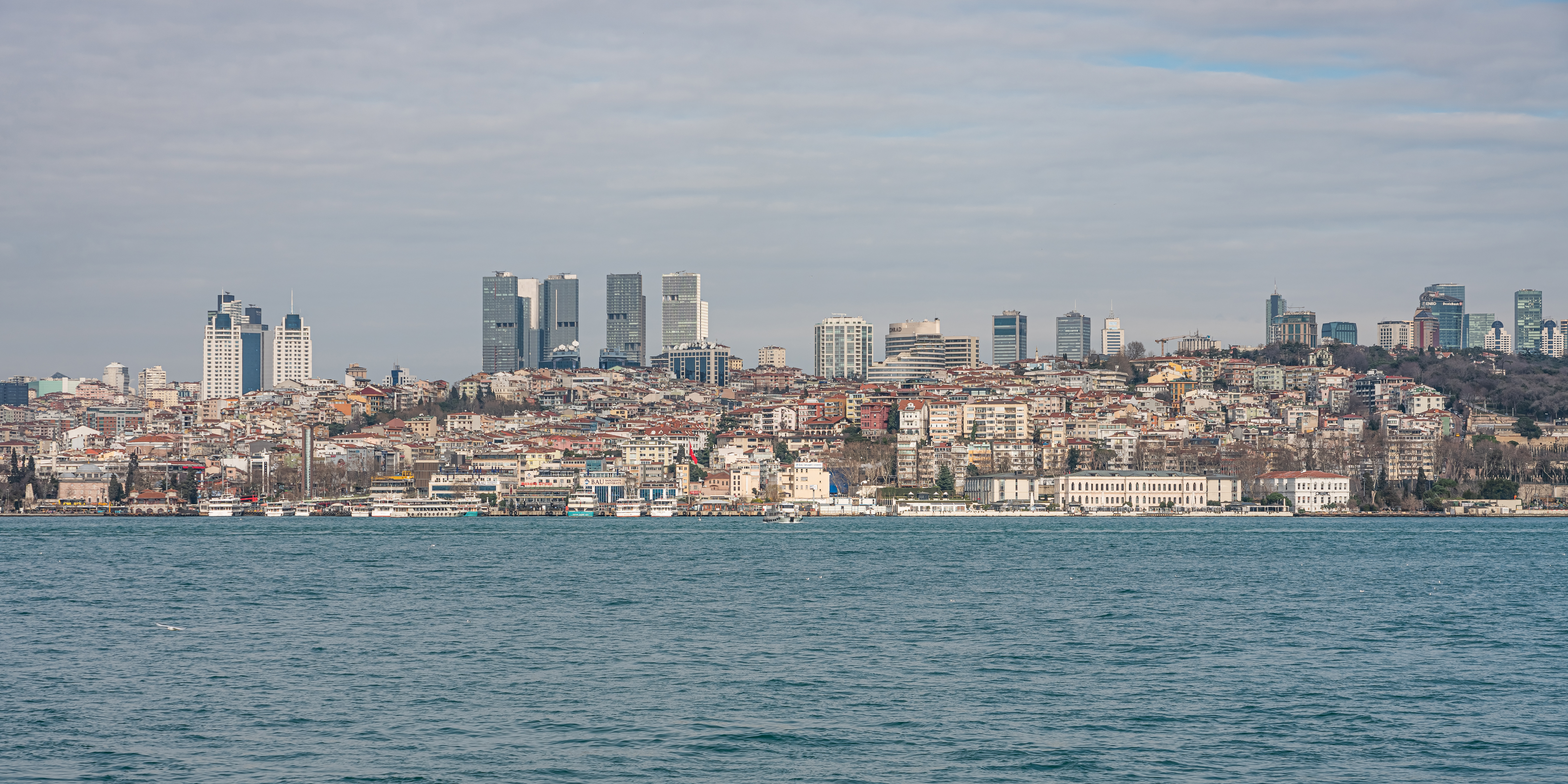
Vue de Beşiktaş

Beşiktaş (prononcé bɛʃiktɑʃ) est l'un des 39 districts de la ville d'Istanbul, en Turquie, situé sur la rive occidentale du Bosphore. Il est situé entre Sarıyer, Şişli, Kağıthane et Beyoğlu.
Le comité de district de Beşiktaş administre un certain nombre de sites majeurs proche du Bosphore (Palais de Dolmabahçe à Beşiktaş) et sur les collines voisines (Yıldız). Ainsi, la municipalité comprend certains quartiers réputés d'Istanbul comme  Bebek, Etiler, Levent, Ortaköy, Ulus, Arnavutköy et Yıldız.
Le centre de Beşiktaş est constitué de rues piétonnes animées qui s’étendent de la mosquée Sinan Paşa jusqu’au marché aux poissons (balık çarşısı), devant l’église orthodoxe. Le parc en bas du boulevard Barbaros, contient le mausolée de Barberousse. Plusieurs monuments se situent dans les environs : musée de la Marine, musée des Beaux-Arts, embarcadère de Vedat Tek, mausolée Ertuğrul (Art nouveau), l'église arménienne Surp Asdvadzadzin, l'église grecque orthodoxe Aya Panayia proche du marché aux poissons, et sur les hauteurs, la mosquée Yıldız.
La population recensée en 2007 s’élevait à 191 513 habitants.
Le nom signifie littéralement « pierre du berceau » en turc ; beşik, « berceau » et taş, « pierre ». Des archives byzantines mentionnent une église qui portait un nom avec la même signification en grec, Kounopetra, « pierre du berceau ». 
Elle aurait été construite en l'honneur d'une relique, une pierre provenant du lieu de la nativité de Jésus-Christ à Nazareth. La pierre a été placée plus tard à la basilique Sainte-Sophie (Hagia Sophia) et a disparu au cours de la quatrième croisade.
Néanmoins, la mémoire de la crèche où Jésus est né reste dans le nom turc de Beşiktaş.
Toutefois, le village est d’origine varègue et les chroniques byzantines en font mention au tout début du Xe siècle, sous le nom de Saint-Mamas.